# Жемчужненська загальноосвітня школа
Жемчужненська загальноосвітня школа І-ІІІ ступенів — україномовний навчальний заклад І-III ступенів акредитації у селі Жемчужне, Юр'ївського району Дніпропетровської області.

## Загальні дані
Жемчужненська загальноосвітня школа І-ІІІ ступенів розташована за адресою: вул. Шкільна, 1, село Жемчужне (Юр'ївський район) — 51327, Україна.
Директор закладу — Глущенко Ірина Вікторівна. Педагогічний стаж - 22 роки. Закінчила Криворізький педагогічний університет у 1989 р. Після закінчення інституту працює в Жемчужненській СЗШ, на посаді директора з 2008 року. Має вищу категорію та звання «Старший вчитель».
Мова викладання — українська.
Профільна направленість: здійснення профільного навчання за технологічним профілем. 
Рада учнівського самоврядування школи створена в 1991 році. Є виконавчим органом учнівського самоврядування і покликана активно сприяти згуртованості колективу школи, формуванню усіх учнів свідомого та відповідального ставлення до своїх прав та обов'язків, які зазначені у Статуті школи, у «Єдиних вимогах до учнів» і Положенні про центри самоврядування. Складається із активних учнів школи та голови Ради. Сприяє розвитку лідерського потенціалу учнівської молоді, її громадянської ініціативи, активної участі у громадському житті школи, визначенні форм і методів роботи участі в соціально-значущих програмах та акціях.
В школі 11 класів – 68 учнів:
- 1-4 класи – 23 учнів
- 5 – 9 класи – 39 учнів
- 10-11 класи -6 учнів.

Педагогів – 13:
- Педагоги-спеціалісти – 4
- Педагоги І категорії – 1
- Педагоги ІІ категорії - 1
- Педагоги вищої категорії - 7
- Старші вчителі – 3.

## Історія
На території Жемчужненської сільської ради школа існувала з 1907 р., а в 1987р., збудована нова середня загальноосвітня школа.
Школа працює над створенням умов для самореалізації духовного, інтелектуального та фізичного потенціалу особистості. За останні п’ять років до педагогічних вузів вступило 11 учнів. 